# Mike Bailey (luchador)
Émile Charles Baillargeon-Laberge (nacido el 16 de julio de 1990) es un luchador profesional canadiense más conocido como Mike Bailey quien actualmente trabaja en Total Nonstop Action Wrestling (TNA) y en el circuito independiente. 
A lo largo de su carrera, Bailey es conocido por sus apariciones en las empresas de Combat Zone Wrestling (CZW), DDT Pro-Wrestling (DDT), Progress Wrestling (PROGRESS), Revolution Pro Wrestling (RevPro) y en el circuito independiente.

## Carrera

### Circuito independiente (2006-presente)
Bailey hizo su debut en la lucha libre profesional en un house show de la Federación de Lutte Quebecoise el 6 de enero de 2006 como Mike Sydal, donde se asoció con Bouncer y Brad Foley perdiendo ante Alextreme, Sheik Tank Ali y Sweet Pete. Es conocido por trabajar con varias empresas de lucha libre y a menudo competiría bajo el apodo de "Speedball".
Bailey hizo su debut en IWS el 1 de octubre de 2009 acompañado con Brian Kirkland, derrotando a 2.0 (Jagged & Shane Matthews) en Le Skratch en Laval. En Scarred 4 Life, el 20 de septiembre de 2014, Bailey ganó el Campeonato Mundial de Peso Pesado de la IWS contra The Green Phantom.
En Un F'N Sanctioned el 28 de marzo de 2015 en el Corona Theatre, Bailey derrotó a Hallowicked y Jesse Neal. El 5 de septiembre en Scarred 4 Life, retuvo el Campeonato Mundial Peso Pesado de la IWS contra Jack Evans. El 5 de marzo de 2016 en Un F'N Sanctioned celebrado en Métropolis, Black Dynomite ganó el Campeonato Mundial de Peso Pesado de la IWS contra Rey Mysterio, Jack Evans y Bailey.
El 9 de septiembre de 2018, Bailey derrotó a Psicosis y Argenis en un spot de IWS vs. AAA por el Mercado del Taco de Montreal. El 23 de marzo de 2019, IWS celebró su vigésimo aniversario con Un F'N Sanctioned en MTelus, donde Tajiri con Mikey Whipwreck derrotó a Bailey. El 8 de febrero de 2020 en Praise the Violence, Matt Angel derrotó a Bailey en un Ladder Match por el Campeonato Mundial de Peso Pesado de la IWS.

### Combat Zone Wrestling (2014-2016)
El 12 de julio de 2014 en el evento New Heights 2014, desafió sin éxito a Biff Busick por el Campeonato Mundial Peso Pesado de CZW. El 8 de noviembre en CZW Night Of Infamy 2014, se asoció con Buxx Belmar y desafió sin éxito a OI4K (Dave Crist & Jake Crist) por el Campeonato Mundial en Parejas de CZW. El 18 de octubre de 2014 en el evento CZW Tangled Web 7, desafió sin éxito a Shane Strickland por el Campeonato Wired de CZW. En CZW Cage Of Death XVI, participó en una lucha de seis hombres, un clasificatorio para el torneo Best Of The Best, donde compitió contra el ganador Jonathan Gresham, AR Fox, Caleb Konley, David Starr y Alex Colon.

### Progress Wrestling (2016-2019)
Bailey trabajó en varios combates para Progress Wrestling, el primero de ellos fue una derrota contra Mark Haskins por el Smash Wrestling Championship en Smash/Progress Smash vs.Progress, un evento cruzado celebrado entre las dos promociones el 7 de agosto de 2016. En Progress Chapter 95: Aún persiguiendo el 15 de septiembre de 2019, participó en una lucha de 30 personas por el Campeonato Proteus de Pogress, compitiendo contra otros luchadores como el ganador Paul Robinson, Eddie Kingston, Dan Moloney, Sid Scala y Los Federales Santos Jr. En Progress Chapter 78: 24 Hour Progress People el 11 de noviembre de 2018, perdió un combate ante Eddie Dennis.

### Revolution Pro Wrestling (2016-2020)
Bailey trabajó para la promoción británica Revolution Pro Wrestling, teniendo su primer combate en RevPro High Stakes 2016 el 16 de enero, donde perdió ante Big Damo. Compitió en varios combates contra figuras populares de la lucha libre. Perdió ante Zack Sabre Jr. en RevPro Live At The Cockpit 13 el 5 de febrero de 2017. En RevPro Live In Portsmouth 9 el 27 de agosto de 2017, Bailey perdió un combate ante Jeff Cobb. En RevPro Live At The Cockpit 21 el 10 de octubre de 2017, Bailey perdió ante Zack Gibson. En RevPro Monday Night Mayhem el 23 de octubre de 2017, desafió sin éxito a Josh Bodom por el Campeonato Peso Crucero Británico de RPW. En RevPro Summer Sizzler 2019 el 30 de agosto, participó en una lucha de seis que también involucró al ganador Sanada, Hikuleo, Robbie Eagles, Rocky Romero y Senza Volto.

### DDT Pro-Wrestling (2016-presente)
Bailey debutó para Dramatic Dream Team el 2 de agosto de 2016 en una battle royal de 17 hombres en DDT USA ~ Ultimate Superstars Action ~ Sakabash At The Beach 2016 Drunkers Kingdom, donde luchó bajo el nombre de Mike Tajiri, una parodia de  luchador Tajiri. A menudo luchó junto a miembros del stable "Happy Motel" Konosuke Takeshita y Antonio Honda sin ser parte del grupo. Incluso desafiaron a Damnation (Daisuke Sasaki, Mad Paulie y Tetsuya Endo) por el KO-D 6-Man Tag Team Championship en DDT Sapporo Wrestling Festa ~ DDT Crab ~ el 10 de octubre de 2016, pero sin éxito. Más tarde, Bailey capturó su primer título en DDT, el KO-D Tag Team Championship al unirse a Konosuke Takeshita en DDT Osaka Octopus 2016 el 4 de diciembre, para derrotar a Damnation (Daisuke Sasaki y Tetsuya Endo). Perdieron los títulos en DDT Road To Super Arena en Oyodo el 9 de enero de 2017 ante Masakatsu Funaki y Yukio Sakaguchi.

### Impact Wrestling / Total Nonstop Action Wrestling (2021-presente)
El 31 de octubre de 2021, Bailey firmó un contrato con Impact Wrestling, ofrecido por el ejecutivo de Impact, Scott D'Amore, después de su combate contra Josh Alexander en Destiny Wrestling's Raising Hell. D’Amore ha confirmado que se espera que Bailey debute en la primera parte de 2022.
En el Pre-Show de Hard To Kill, derrotó a Laredo Kid, Chris Bey y Ace Austin (Bailey reemplazó a Jake Something para este combate).
El 19 de junio de 2022, Mike Bailey derrotó a Ace Austin, Alex Zayne, Andrew Everett, Kenny King y Trey Miguel en un combate Ultimate X de 6 hombres por el Campeonato de la División X de Impact para convertirse en el Campeón de la División X de Impact por primera vez en Slammiversary de Impact. Luego, Bailey perdió el título de la División X ante Frankie Kazarian en Bound for Glory de Impact por sumisión.
En Slammiversary, Bailey derrotó a Mustafa Ali para ganar el Campeonato de la División X por segunda vez. En Emergence, Bailey perdió el título ante Zachary Wentz en un combate Ultimate X. En Victory Road el 13 de septiembre, Bailey derrotó a Wentz para ganar el Campeonato de la División X de TNA por tercera vez. En Bound for Glory, Bailey derrotó a El Hijo del Vikingo para retener el título.

## Vida personal
En marzo de 2016, el Wrestling Observer Newsletter informó que Bailey fue arrestado tratando de ingresar a los Estados Unidos para competir por Evolve. Posteriormente se le prohibió la entrada al país durante los siguientes cinco años. The Observer informó que estaba en proceso de obtener una visa a través de Combat Zone Wrestling en el momento de su prohibición, sin embargo, el proceso iba extremadamente lento y lo habría obligado a perder la reserva de Evolve.
Bailey ha estado comprometido con la luchadora Veda Scott desde noviembre de 2020.

## Campeonatos y logros
- Active Advance Pro Wrestling/Kaientai Dojo
  - Strongest-K Tag Team Championship (1 vez) – con Mao[26]

- Attack! Pro Wrestling
  - Attack! 24:7 Championship (2 veces)

- Capital City Championship Combat
  - C4 Championship (2 veces, actual)
  - C4 Tag Team Championship (1 vez) – con Kevin Steen

- Combat Zone Wrestling
  - Best of the Best 14 (2015)

- DDT Pro-Wrestling
  - Ironman Heavymetalweight Championship (1 vez)
  - KO-D Tag Team Championship (2 veces) – con Mao (1) y Konosuke Takeshita (1)
  - DNA Grand Prix (2016)
- Impact/Total Nonstop Action Wrestling
  - Impact/TNA X Division Championship (3 veces, actual)

- International Wrestling Syndicate
  - IWS World Heavyweight Championship (2 veces, actual)

- Pro Wrestling Illustrated
  - Situado en el Nº425 en los PWI 500 de 2014[27]
  - Situado en el Nº324 en los PWI 500 de 2015[28]
  - Situado en el Nº145 en los PWI 500 de 2016[29]
  - Situado en el Nº249 en los PWI 500 de 2017[30]
  - Situado en el Nº263 en los PWI 500 de 2018
  - Situado en el Nº214 en los PWI 500 de 2019
  - Situado en el Nº295 en los PWI 500 de 2020
  - Situado en el N°30 en los PWI 500 de 2022[31]
  - Situado en el N°39 en los PWI 500 de 2023[32]